# Stanstead (ville)
Pour les articles homonymes, voir Stanstead.
Ne doit pas être confondu avec la municipalité de canton de Stanstead
Stanstead est une ville canadienne qui fait partie de la municipalité régionale de comté (MRC) de Memphrémagog sur la frontière canado-américaine au sud du Québec. Située au cœur des Appalaches et traversée par la rivière Tomifobia, cette ville de l'Estrie possède une économie basée sur l’exploitation du granite.
Avec une population de près de 2 824 habitants (2021), Stanstead est la troisième ville la plus peuplée de Memphrémagog, après Magog et Orford. C'est à Stanstead qu'on retrouve la Bibliothèque et salle d'opéra Haskell et la rue Canusa, toutes deux situées à cheval sur la frontière avec le Vermont. Stanstead est membre de l'Association des plus beaux villages du Québec.
Avant la colonisation européenne, la région de Stanstead était habitée par les Abénaquis. Les premiers colons, venus de la Nouvelle-Angleterre à la recherche de terres, s'y établissent entre les années 1790 et 1830. Ils sont suivis par les immigrants des Îles britanniques à partir de 1832 puis par les premiers colons canadien-français à partir de 1850. En 1868, Stanstead est le premier secteur au Québec à extraire du granit pour la production de pierres à monument et de pierres de construction; c'est de là que provient le Gris de Stanstead.

## Toponymie
Le toponyme Stanstead provient du nom de l'ancien canton éponyme, érigé en 1800, dans lequel la ville est située. Ce nom sert à désigner au moins, trois localités anglaises : une dans l'Essex, une dans le Sussex et une dans le Suffolk,
Avant la fusion de 1995, Stanstead était composé d'une ville, Rock Island, et de deux villages Beebe Plain et Stanstead Plain.
- Secteur Rock Island

Le secteur Rock Island (en français : Île de pierre) prend son nom de l'île de pierre, entourée à l'époque par le canal de Kilborn et la rivière Tomifobia, sur lequel le centre du village était situé. Originellement ce secteur industriel développé lors de la seconde moitié du XIXe siècle était surnommé Kilborn's Mills.
- Secteur Beebe

Le secteur Beebe prend son nom des frères David et Calvin Beebe, premiers colons de ce secteur. Le père Zeba Beebe explore les lieux en 1789.
- Secteur Stanstead Plain

Aussi connu comme The Plain (La Plaine), Stanstead Plain se détache de la municipalité de canton de Stanstead en 1857.

## Géographie
La Ville de Stanstead se situe dans le sud de la MRC de Memphrémagog en Estrie, elle est délimitée au sud par la frontière canado-américaine qui sépare le Québec du Vermont.
Principalement situé dans la vallée riveraine de la rivière Tomifobia et sur le plateau la surplombant au nord, le territoire de la ville ne s'étend qu'à quelques kilomètres au-delà de la frontière canado-américaine. La ville est traversée d'est en ouest par la rivière Tomifobia, qui prend sa source à une dizaine kilomètres à l'est de la ville et se jette à Ayer's Cliff dans le Lac Massawippi à une vingtaine de kilomètres au nord-est. Stanstead est située à un peu moins de 10 kilomètres à l'est du Lac Memphrémagog.
À vol d'oiseau, la ville se situe un peu moins de 30 km au sud de Magog, le chef-lieu de la MRC et à 45 km au sud-ouest de Sherbrooke, la plus grande ville de l'Estrie. Les autres grandes villes des environs sont Coaticook à 25 km au nord-est et Newport au Vermont à 10 km au sud-ouest.
La Ville de Stanstead est localisée par la Commission de toponymie du Québec à la longitude 72° 06′ 00″ est et à la latitude 45° 01′ 00″ nord. Elle est située à moins de 1 km au nord du 45e parallèle nord.

### Municipalités limitrophes
Bien que séparée par la frontière canado-américaine, Stanstead est contiguë avec la ville de Derby Line au Vermont.
Stanstead est entourée par la municipalité de Ogden à l'ouest située dans la MRC de Memphrémagog et par la municipalité de Stanstead-Est à l'est, située dans la MRC de Coaticook. Au sud, la ville est limitrophe des villes vermontoises de Derby au sud-ouest et de Holland au sud-est.

### Relief et géologie
Stanstead est situé au cœur des Appalaches au nord des montagnes Vertes. Uniquement dans la ville, le dénivelé est de 220 mètres, l'altitude est de 440 mètres dans l'est de la ville, près du chemin Dewey, et 210 mètres à la rivière Tomifobia dans le secteur Beebe à l'ouest de la ville.

### Hydrographie

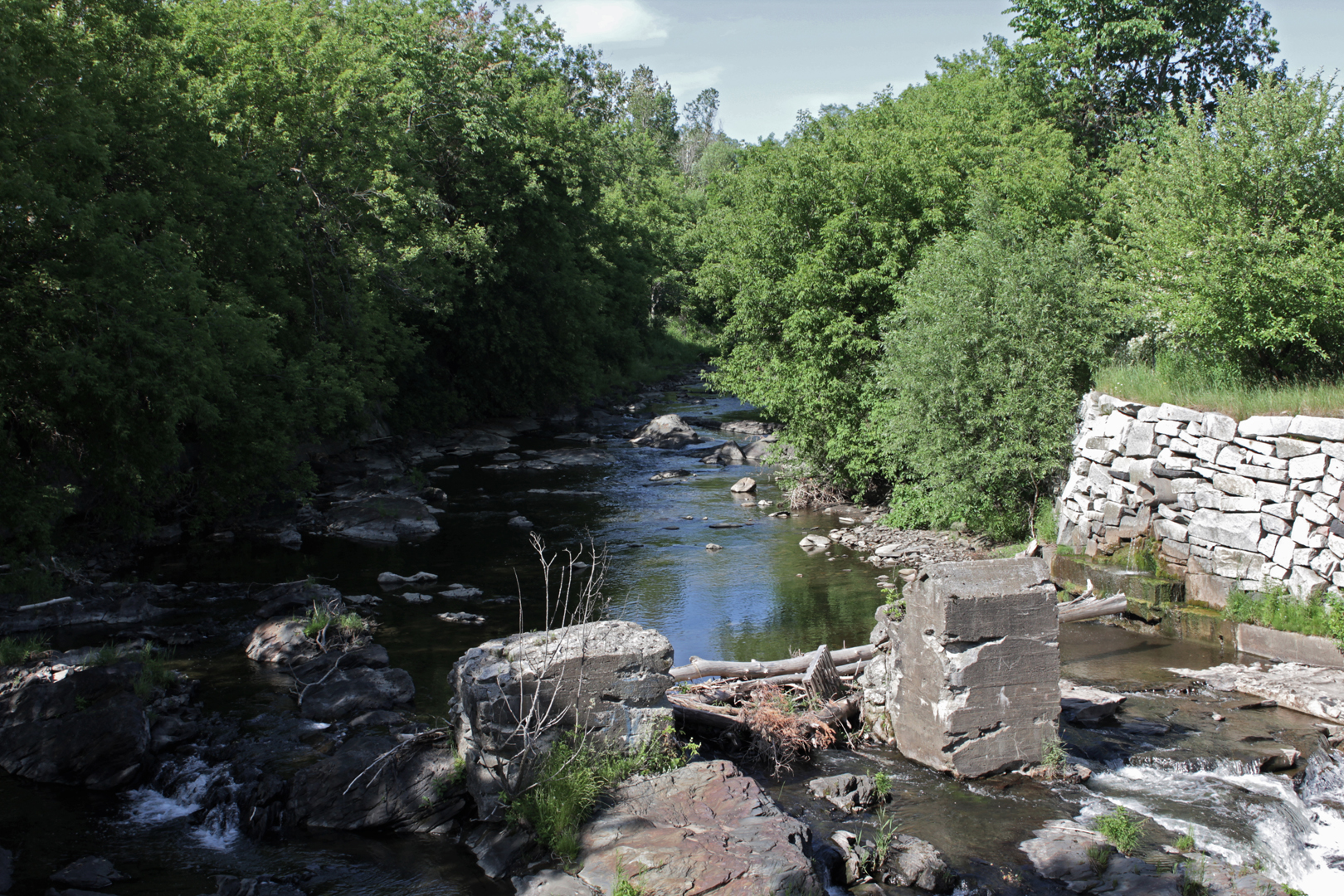
La rivière Tomifobia dans le secteur Rock Island de Stanstead

La rivière Tomifobia qui traverse la ville d'est en ouest est le principal affluent du Lac Massawippi, qui se jette, à son tour dans la rivière Massawippi qui se déverse dans la rivière Saint-François. La rivière Saint-François est un affluent du Fleuve Saint-Laurent qui se déverse dans l'Océan Atlantique.
Le ruisseau Benson prend sa source à Stanstead et se jette dans la rivière Tomifobia à Ogden au nord-est.

### Climat
| Mois                                  | jan.          | fév.          | mars          | avril         | mai          | juin         | jui.         | août         | sep.         | oct.         | nov.          | déc.          | année         |
| ------------------------------------- | ------------- | ------------- | ------------- | ------------- | ------------ | ------------ | ------------ | ------------ | ------------ | ------------ | ------------- | ------------- | ------------- |
| Température minimale moyenne (°C)     | −16           | −14           | −8,8          | −0,8          | 5,4          | 10,5         | 12,9         | 12,1         | 8,1          | 2,2          | −2,7          | −10,8         | −0,2          |
| Température moyenne (°C)              | −10,7         | −8,3          | −3,3          | 5             | 11,7         | 16,5         | 18,9         | 18           | 13,9         | 7,2          | 1,3           | −6,5          | 5,3           |
| Température maximale moyenne (°C)     | −5,3          | −2,5          | 2,3           | 10,8          | 17,9         | 22,4         | 24,9         | 23,9         | 19,5         | 12,1         | 5,3           | −2,1          | 10,8          |
| Record de froid (°C) date du record   | −39,5 1999/14 | −38,9 1979/12 | −33,5 1989/07 | −17,2 1978/03 | −7,5 1987/03 | −3,3 1975/09 | 1,5 1982/04  | −1,1 1976/31 | −7,5 1980/29 | −9,4 1978/30 | −24,4 1978/27 | −35,5 1989/30 | −39,5 1999/14 |
| Record de chaleur (°C) date du record | 13 2008/ 08   | 15,5 1981/21  | 23,9 1977/30  | 29,4 1976/19  | 32,2 1977/22 | 33 1988/15   | 35,5 2010/07 | 34,4 1975/02 | 32,5 1999/04 | 27,2 1979/22 | 20,6 1975/07  | 17 1998/07    | 35,5 2010/07  |
| Précipitations (mm)                   | 103,3         | 80,8          | 87,8          | 89,4          | 105,5        | 111,7        | 125,9        | 122,9        | 98,2         | 116,6        | 107,5         | 113,9         | 1 263,5       |

| Diagramme climatique                                  |             |             |              |              |               |               |               |             |              |              |                |
| J                                                     | F           | M           | A            | M            | J             | J             | A             | S           | O            | N            | D              |
| −5,3−16103,3                                          | −2,5−1480,8 | 2,3−8,887,8 | 10,8−0,889,4 | 17,95,4105,5 | 22,410,5111,7 | 24,912,9125,9 | 23,912,1122,9 | 19,58,198,2 | 12,12,2116,6 | 5,3−2,7107,5 | −2,1−10,8113,9 |
| Moyennes : • Temp. maxi et mini °C • Précipitation mm |             |             |              |              |               |               |               |             |              |              |                |

### Voies de communication et transports

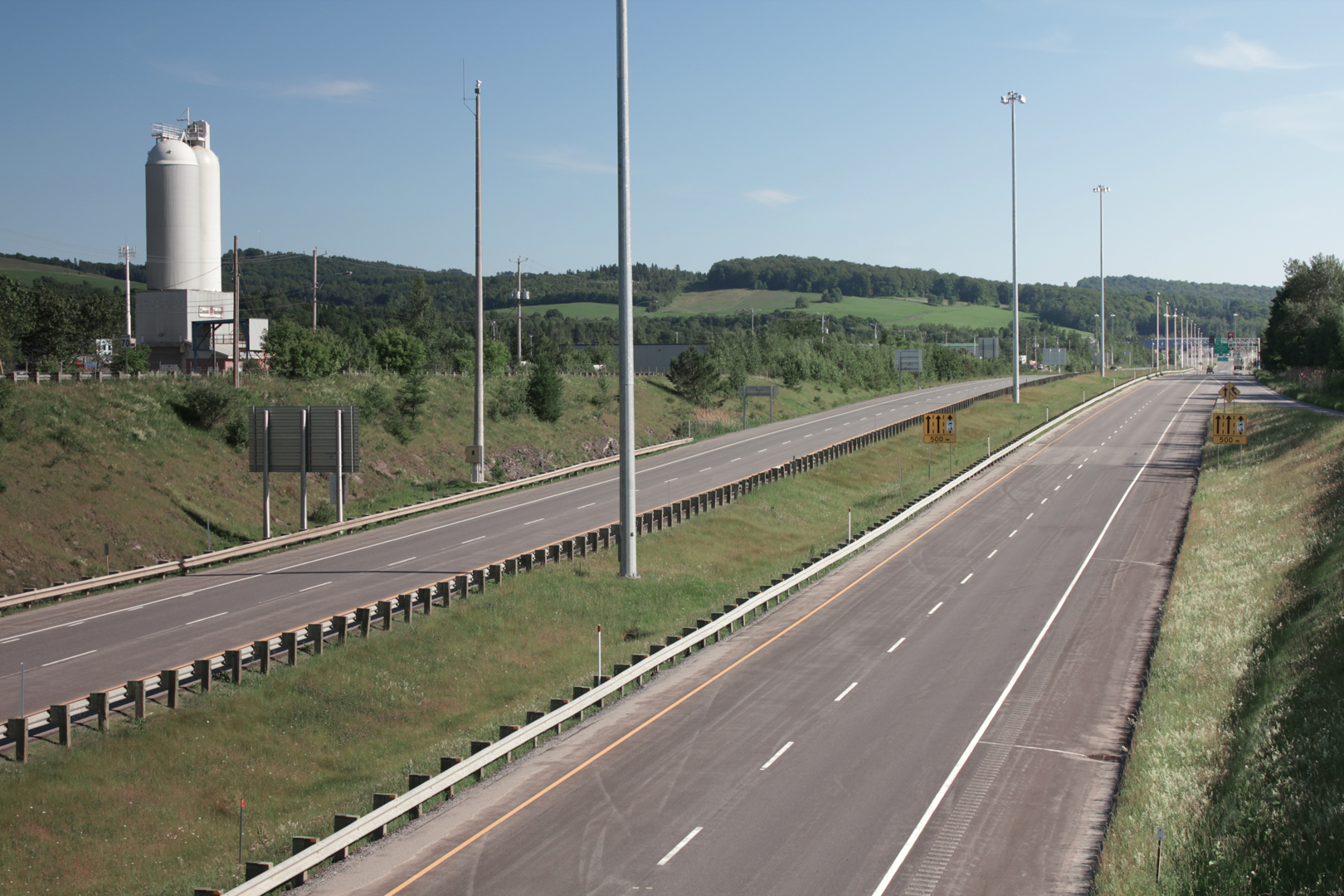
L'autoroute Joseph-Armand-Bombardier à Stanstead

Elle est traversée par l'autoroute Joseph-Armand-Bombardier, la route 247 et la route 143.

## Histoire

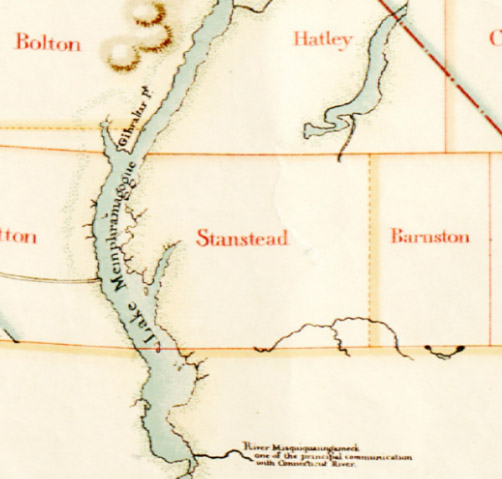
Le canton de Stanstead sur la carte de Gale et Duberger, 1795

### Époque pré-coloniale et développement du canton Stanstead
- 1857 : Constitution de la municipalité du village de Stanstead Plain à partir de la municipalité du canton de Stanstead.

### Industrialisation et croissance
- 1873 : Constitution de la municipalité du village de Beebe Plain à partir de la municipalité du canton de Stanstead.
- 1892 : Constitution de la municipalité du village de Rock Island à partir de la municipalité du canton de Stanstead.

### La capitale du Granit
- 1957 : Rock Island change son statut pour celui de Ville de Rock Island

### Fusion et histoire récente
- 15 février 1995 : Rock Island, Beebe Plain et Stanstead Plain fusionnent pour devenir la Ville de Stanstead[6].

Stanstead partage sa frontière avec la localité de Derby Line dans le Vermont, un État des États-Unis. Plusieurs réclamations ont été enregistrées à l'hôtel de ville de Stanstead concernant la facilité de franchissement de la frontière située en plein milieu d'un quartier résidentiel.

## Démographie

### Évolution démographique
| 1881 | 1891  | 1901  | 1911  | 1921  | 1931  |
| ---- | ----- | ----- | ----- | ----- | ----- |
| 950  | 1 012 | 1 710 | 2 506 | 3 161 | 3 322 |

| 1941  | 1951  | 1956  | 1961  | 1966  | 1971  |
| ----- | ----- | ----- | ----- | ----- | ----- |
| 3 295 | 3 993 | 4 105 | 4 087 | 4 125 | 3 769 |

| 1976  | 1981  | 1986  | 1991  | 1996  | 2001  |
| ----- | ----- | ----- | ----- | ----- | ----- |
| 3 548 | 3 344 | 3 128 | 3 101 | 3 112 | 2 995 |

| 2006  | 2011  | 2016  | 2021  | - | - |
| ----- | ----- | ----- | ----- | - | - |
| 2 957 | 2 857 | 2 788 | 2 824 | - | - |

Combinaison des secteurs de Stanstead Plain, Beebe Plain et Rock Island

## Administration

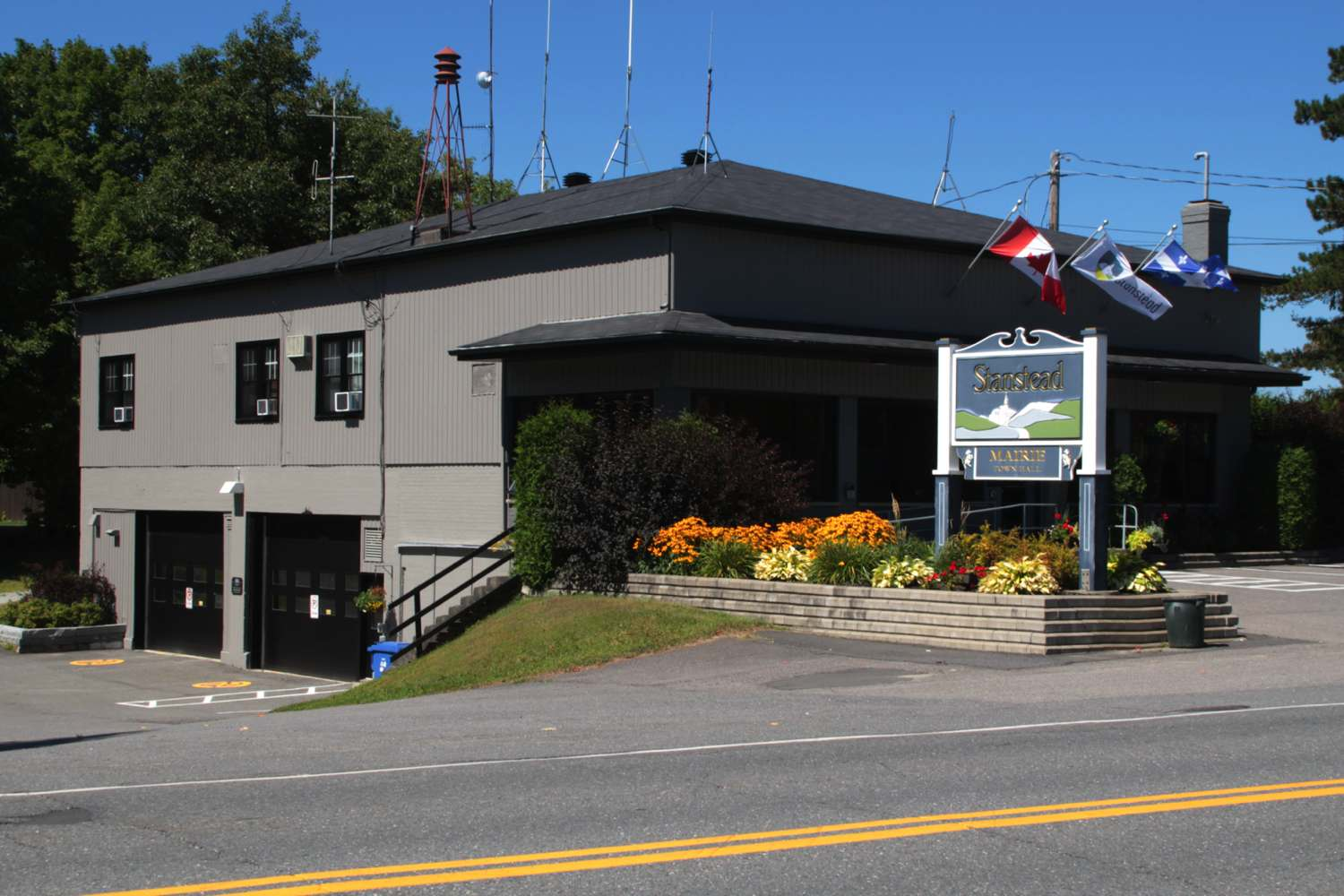
Mairie de Stanstead

Les élections municipales se font en bloc pour le maire et les six conseillers.
| Stanstead (ville) Maires depuis 2002                                                                                 |                |         |          |
| Élection | Maire          | Qualité | Résultat |
| 2002 | Raymond Yates  |         | Voir     |
| 2005 | Raymond Yates  | Voir    |          |
| 2009 | Philippe Dutil |         | Voir     |
| 2013 | Philippe Dutil | Voir    |          |
| 2017 | Philippe Dutil | Voir    |          |
| 2021 | Jody Stone     |         | Voir     |
| Élection partielle en italique Depuis 2005, les élections sont simultanées dans toutes les municipalités québécoises |                |         |          |

## Revenu
L'Enquête nationale des ménages 2011 de Statistique Canada montre que Stanstead est la municipalité de la MRC Memephrémagog qui possède la plus grande proportion de ménages gagnant moins de 17 300 $ CAN, soit 11 % des ménages. Stanstead est aussi la deuxième municipalité de Memphrémagog avec le revenu médian le plus bas à 20 283 $CAN.

## Patrimoine
- Bibliothèque et salle d’opéra Hanskell, classée lieu historique aux États-Unis et au Canada[9]
- La loge maçonnique Golden Rule (1860), l’une des plus vieilles du Québec[9]
- Collège des Ursulines (1881)[9]
- Ancien bureau de poste de Stanstead Plain (1935)[9]
- Stanstead College (1873)[9]
- Musée Colby-Curtis[10]